# Criollos de Caguas
I Criollos de Caguas sono una società cestistica avente sede a Caguas, a Porto Rico. Fondati nel 1932, giocavano nel campionato portoricano. Si sono sciolti nel 2009 per essere rifondati nel 2023.
Disputavano le partite interne nel Coliseo Héctor Solá Bezares, che ha una capacità di 10.000 spettatori.

## Palmarès
- Campionati portoricani: 1

2006